# Dávid Losonczi
Dávid Losonczi, född 1 juli 2000, är en ungersk brottare som tävlar i grekisk-romersk stil.

## Karriär
Vid EM 2025 i Bratislava tog Losonczi guld i 87 kg-klassen efter att ha besegrat bulgariske Semen Novikov i finalen.